# Delias singhapura
Delias singhapura é uma borboleta da família Pieridae. Ela foi descrita por Alfred Russel Wallace em 1867 e pode ser encontrada na região indo-malaia.

## Subespécies
- Delias singhapura singhapura (Singapura, sul da Malásia, sul da Península da Tailândia)
- Delias singhapura acuta Rothschild, 1915 (Sumatra)
- Delias singhapura indistincta Fruhstorfer, 1897 (Bornéu)
- Delias singhapura simeuluensis Kotaki, 1992 (Simeulue)
- Delias singhapura tsukadai Nakano, 1993 (Banyak)
- Delias singhapura yusukei Nakano, 1988 (Palawan)